# Pasar Pulau Pisang
Pasar Pulau Pisang is een bestuurslaag in het regentschap Lampung Barat van de provincie Lampung, Indonesië. Pasar Pulau Pisang telt 588 inwoners (volkstelling 2010).